# Slots Bjergby

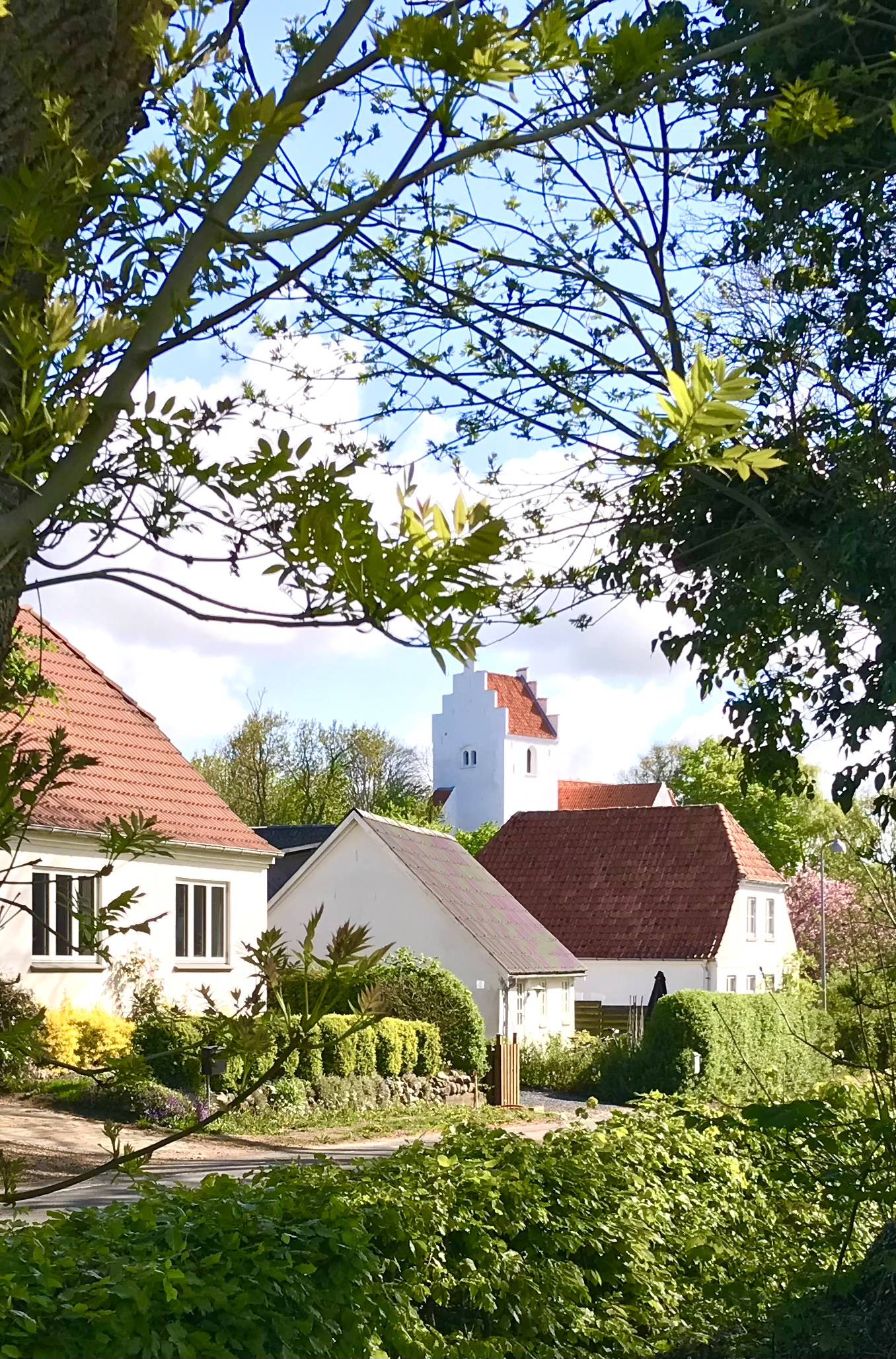
Slots Bjergby

Slots Bjergby es un barrio o área urbana del municipio de Slagelse, en la región de Selandia (Dinamarca). Tiene una población estimada, a inicios de 2023, de 998 habitantes.
Está ubicado al suroeste de la isla de Selandia, junto a la costa del Kattegat, mar Báltico.